# La Chapelle-de-Brain
La Chapelle-de-Brain (bretonisch: Chapel-Braen) ist eine französische Gemeinde mit 1.107 Einwohnern (Stand: 1. Januar 2022) im Département Ille-et-Vilaine in der Region Bretagne. Die Gemeinde gehört zum Arrondissement Redon und zum Kanton Redon. Die Einwohner werden  	Branichapellois genannt.

## Geografie
La Chapelle-de-Brain liegt an der Grenze zum Département Loire-Atlantique. Der vilaine bildet die südliche Gemeindegrenze. Umgeben wird La Chapelle-de-Brain von den Nachbargemeinden Renac im Norden und Westen, Langon im Osten und Nordosten, Massérac im Süden und Südosten sowie Avessac im Süden und Südwesten.

## Geschichte
1875 wurde die Gemeinde La Chapelle-Saint-Melaine aus der früheren Gemeinde Brain herausgelöst. 1958 wurde die Gemeinde Brain in Brain-sur-Vilaine umbenannt. 1976 wurden beide Gemeinden wieder unter dem heutigen Namen fusioniert.

## Bevölkerungsentwicklung
| 1962                      | 1968 | 1975 | 1982 | 1990 | 1999 | 2006 | 2012 |
| ------------------------- | ---- | ---- | ---- | ---- | ---- | ---- | ---- |
| 742                       | 701  | 670  | 909  | 887  | 838  | 919  | 970  |
| Quelle: Cassini und INSEE |      |      |      |      |      |      |      |

## Sehenswürdigkeiten
- Kirche Saint-Mélaine in La Chapelle-Saint-Melaine
- Kirche Saint-Mélaine in Brain-sur-Vilaine
- Windmühle Le Tru, im 19. Jahrhundert erbaut, Monument historique
- Salzwiesen von Gannedel

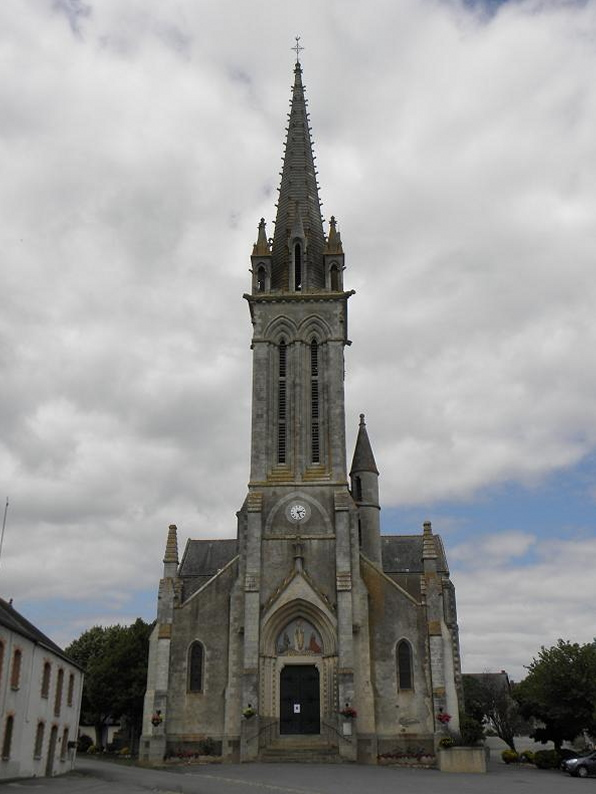
Kirche Saint-Mélaine in La Chapelle-Saint-Melaine
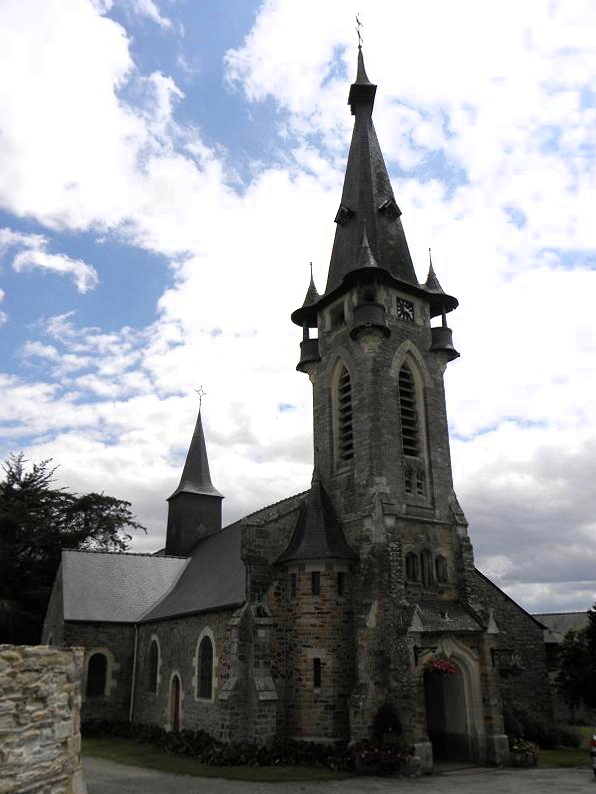
Kirche Saint-Mélaine in Brain-sur-Vilaine